# Imelda Molokomme
Imelda Mishodzi Molokomme, née en 1942, est une militante féministe du Botswana, présidente de l'organisation Emang Basadi. Mariée à 17 ans, elle a commencé des études supérieures à  42 ans, et sa fille, Athalie Molokomme, a été l'une de ses enseignantes.

## Biographie
Imelda Mishodzi Molokomme naît au Botswana en 1942, mais elle déménage au Cap avec son père quand elle a quatre ans. Elle retourne au Botswana pour être éduquée à l'école secondaire à Mochudi, où elle est la seule fille de sa classe. Elle est mariée à 17 ans. Elle est la mère d'Athalie Molokomme, qui deviendra la première femme procureur général au Botswana, la mère et la fille se consacrant toutes deux à militer pour les droits des femmes. Elle n'accéde à l'enseignement supérieur qu'ultérieurement, à 42 ans, en s'inscrivant à l'Université du Botswana, où sa fille, Athalie Molokomme, le Botswana et le Procureur Général devient l'une de ses professeures.
En 2002, elle est co-auteure du livre Promoting an Integrated Approach to Combat Gender Based Violence: A Training Manual (Promotion d'une approche intégrée pour lutter contre la violence basée sur le genre : manuel de formation), publié par le Secrétariat du Commonwealth.
En février 2007, elle est élue à l'unanimité présidente de Emang Basadi, une organisation non gouvernementale botswanaise se consacrant aux droits des femmes,.
Elle crée aussi une société de conseil en Botswana qui entraîne et coache les femmes désirant s'investir dans la politique et l'action syndicale.

## Publications
- 2002 : Promoting an Integrated Approach to Combat Gender Based Violence: A Training Manual.